# Сидоренко Олександр Аркадійович
Олександр Сидоренко, відомий як Fozzey чи Фоззі (нар. 6 квітня 1973, Харків) — український співак у стилі гіп-гоп, вокаліст гурту Танок на майдані Конґо. Журналіст і письменник.

## Біографія
Народився в Харкові 6 квітня 1973 року. В дитинстві займався дзюдо, футболом тощо. Дитинство минуло в Євпаторії, де почав свою трудову діяльність, встиг попрацювати прибиральником на пляжі, санітаром, рятувальником, страховим агентом, техніком-лаборантом, кіномеханіком, круп'є, журналістом. Мріяв стати футболістом київського «Динамо», але не склалось. Хоча футбол досі залишається улюбленим видом відпочинку:
|  | Я граю у футбол у залі, ходжу на стадіон, або ж граю вдома з друзями у комп'ютерний футбол. |

Закінчив Київський міжнародний університет за фахом — журналіст-телевізійник. Вчився по 3 роки в Харківському національному університеті радіоелектроніки та Харківській гуманітарній академії.
Музичної освіти немає. З 14 червня 1989 року є учасником гурту Танок на майдані Конґо, автором текстів гурту. Крім того, записав три сольні платівки, «MetaMoreFozzey» та «Mono MetaMoreFozzey» та «CD». Краще за все виходить писати восени та взимку, пісні про ці часи року, як він сам вважає, виходять особливо яскраві.[джерело?]
Працював телеведучим на каналах «Privat-TV» у музичній програмі «RAP-обойма», «Новий канал» у ранковому шоу «Підйом», разом з Ігорем Пелихом вів на «ICTV» шоу «Галопом по Європах-2».
З 2010 — один з ведучих програми «Третій тайм» на «ICTV».
У 2013 році став ведучим програми «Великі перегони» на «1+1».

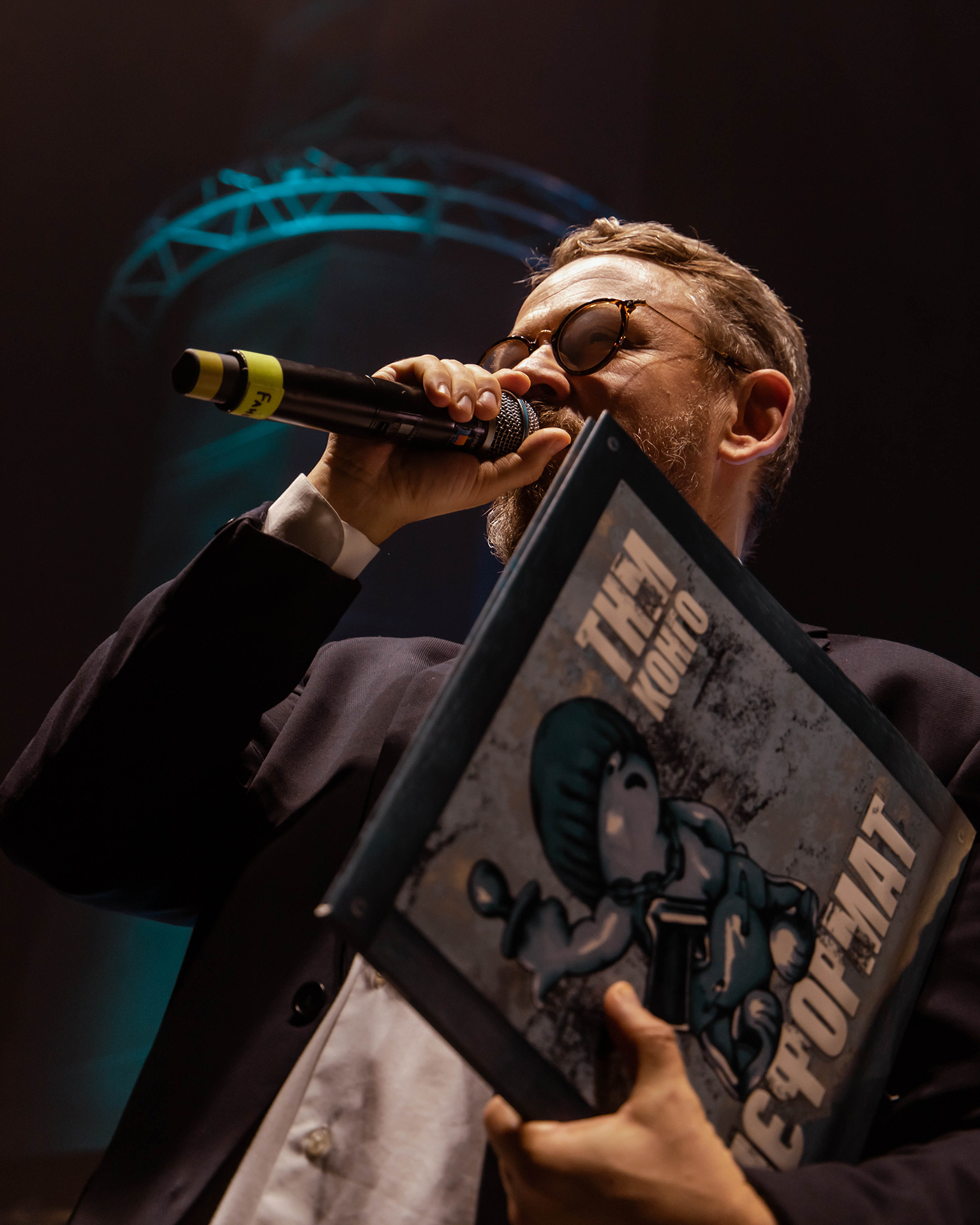
TNMK 2023 Poland

Навесні 2016 року приєднався до патріотичного флешмобу #яЛюблюСвоюКраїну, опублікувавши відеозвернення, в якому розповів за що любить Україну.
Станом на 2025 рік видав 10 книжок прози та став співавтором антології «ДНК».
15 жовтня 2021 року створив Youtube канал - ПРЯМА ЧЕРВОНА  початкові випуски були про футбольну тематику, трохи пізніше канал був переформатований до інтер'ю формату. Випуски записувались в БарменДиктаті.

### Після повномасштабного вторгнення
З 2022 року разом з гуртом долучився до волонтерської діяльності по збору коштів на потреби військових. Частина учасників гурту долучилась до складу ЗСУ. Займається тактичною медициною з БО фондом "Згуртовані". 

## Дискографія
- MetaMoreFozzey (2004)
- Mono MetaMoreFozzey (2006)
- MetaMoreFozzey CD (2015)

### Українською
- Фоззі. «Гупало Василь. П'ять з половиною пригод». (Львів: Видавництво Старого Лева, 2016, 64 стор.)[2]
- Фоззі. «Червоні хащі». (Львів: Видавництво Старого Лева, 2019, 224 стор.)
- Фоззі. «Чорний хліб». (Харків: КСД, 2021, 288 стор.)[1]
- Фоззі. «Хеві метал» (2024)[13]

### Російською
- Фоззи. «Ели воду из-под крана». (Харків: Треант, 2009, 160 стор.)[14]
- Фоззи. «Winter Sport». (Харків: Треант, 2010, 192 стор.)
- Фоззи. «Пистон» (оповідання). (Входить до антології «Письменники про футбол». Харків: КСД, 2011, у співавторстві)
- Фоззи. «Иглы и коньки». (Київ: Спадщина-Інтеграл; Харків : КСД, 2012, 160 стор.)
- Фоззи. «Сопровождающие лица.» (Харків: КСД, 2015, 224 стор.)
- Фоззи. «Гены Гены. 1952—1974» (оповідання). (Входить до антології «ДНК». Харків: КСД, 2016, у співавторстві)
- Фоззи. «Темнеет рано». (Харків: Видавництво Vivat, 2017, 224 стор.)[3]
- Фоззи. «Чёс для приезжих». (Київ: Laurus, 2019, 216 стор.)

## Громадянська позиція
Відстоює проукраїнську позицію. Долучився до акції на підтримку українського режисера Олега Сенцова, незаконно ув'язненого в Росії.